# Klauzula derogacyjna
Klauzula derogacyjna (łac. derogatio – uchylać) – norma prawna uchylająca odpowiedni przepis, bądź cały akt. Stosowana w celu uniknięcia sprzeczności lub kolizji w prawie. 
Najczęściej przybiera postać następującą: Traci moc rozporządzenie z dn. 27 sierpnia 1997.
Zwrot traci moc oznacza, iż dany przepis/akt traci moc obowiązującą w systemie prawa. Żaden przedmiot ani podmiot już mu nie podlega i nikt nie może się na niego powoływać
W sytuacji, gdy normy nie zostaną uchylone (pomyłka prawodawcy), stosuje się reguły kolizyjne:
- lex specialis derogat legi generali
- lex superior derogat legi inferiori
- lex posterior derogat legi priori.

 Zapoznaj się z zastrzeżeniami dotyczącymi pojęć prawnych w Wikipedii.